# Valentina Iliffe
Valentina Dorcas Iliffe (* 17. Februar 1956 in Sydney, Australien) ist eine ehemalige britische Skirennläuferin.

## Karriere
Iliffe nahm zwischen 1970 und 1980 an allen internationalen Großereignissen im Alpinen Skisport teil. Einen ersten Erfolg feierte sie 1973 bei den Junioreneuropameisterschaften in Ruhpolding, als sie im Riesenslalom hinter Claudia Giordani und Brigitte Hauser die Bronzemedaille gewann.
Ihr bestes Ergebnis bei einem internationalen Großereignis erzielte sie bei den Olympischen Winterspielen 1980 in Lake Placid, welche zugleich auch als Alpine Skiweltmeisterschaften gewertet wurden. In der lediglich als Weltmeisterschaft zählenden Alpinen Kombination belegte sie den 6. Platz.
Nach den Spielen von Lake Placid ist sie nicht mehr als Rennläuferin in Erscheinung getreten.

## Erfolge

### Olympische Winterspiele
- Sapporo 1972: 23. Abfahrt, 26. Riesenslalom, DNF Slalom
- Innsbruck 1976: 15. Slalom, 29. Abfahrt, 30. Riesenslalom
- Lake Placid 1980: 16. Slalom, 25. Abfahrt, 31. Riesenslalom

### Weltmeisterschaften
- Gröden 1970: 28. Slalom[2], 31. Riesenslalom[3], 36. Abfahrt[4]
- Sapporo 1972:DNF Alpine Kombination[5]
- St. Moritz 1974: 8. Alpine Kombination[6], 21. Abfahrt[7], 23. Slalom[8], 30. Riesenslalom[9]
- Innsbruck 1976: 8. Alpine Kombination
- Garmisch-Partenkirchen 1978: 14. Alpine Kombination[10], 20. Abfahrt[11], 38. Slalom[12], 60. Riesenslalom[13]
- Lake Placid 1980: 6. Alpine Kombination

### Junioreneuropameisterschaften
- Ruhpolding 1973: 3. Riesenslalom